# Kościół Matki Bożej Anielskiej w Nowym Targu
Kościół Matki Bożej Anielskiej w Nowym Targu – rzymskokatolicki kościół należący do parafii Matki Bożej Anielskiej w Nowym Targu. Znajduje się na Kowańcu.

## Historia
Kamień węgielny pod budowę kościoła poświęcił papież Jan Paweł II w czasie drugiej podróży apostolskiej do Polski w 1983 roku. Został wmurowany przez kardynała Franciszka Macharskiego. Świątynię wybudowano w latach 1984-1988 i konsekrowano w 2002 roku. Projektantem był architekt Tadeusz Jędrysko. Figurę Matki Bożej Anielskiej znajdującą się w ołtarzu i stacje drogi krzyżowej wykonał Władysław Flis.
W dniu 21 marca 2017 roku, na zakończenie rekolekcji parafialnych, które prowadził biskup Grzegorz Ryś, uroczyście wprowadzono do kościoła relikwie św. Rity. W lipcu 2019 r. przebudowano boczne wejście do świątyni, tworząc kaplicę św. Jana Pawła II i św. Rity.